# Bangkung
Das Bangkung, auch Bangkoeng, Berang, Parang, ist ein Messer aus Indonesien.

## Beschreibung
Das Bangkung hat eine einschneidige, bauchige Klinge. Der Klingenrücken ist gerade. Die Schneidenseite wird vom Heft breiter und bauchig. Der Ort läuft vom Klingenrücken an abgebogen. Das Heft besteht meist aus Holz oder Horn und ist auffallend klein. Am Übergang von Heft und Klinge ist eine metallene Zwinge angebracht, die zur besseren Befestigung von Klinge und Heft dient. Das Bangkung wird in Indonesien als Machete und Waffe benutzt.